# Ready for Romance
Ready for Romance ("Listos Para el Romance") es el tercer álbum de la carrera de Modern Talking. Es editado en 1986 bajo el sello BMG Ariola y producido y arreglado por Dieter Bohlen. La foto de la carátula y la dirección de arte estuvo a cargo de M. Vormstein. De este álbum dos sencillos fueron número 1 en Alemania: Brother Louie (Hermano Louie)(4 semanas) y Atlantis Is Calling (S.O.S. for Love) (Atlántida Está Llamando, SOS por Amor) (4 semanas).

## Créditos
- Música: Dieter Bohlen
- Letra: Dieter Bohlen
- Arreglos: Dieter Bohlen
- Producción: Dieter Bohlen
- Publicación: Hansa M.V./Hanseatic
- Distribución: BMG Records
- Dirección de Arte: Manfred Vormstein
- Foto de Portada: Manfred Vormstein
- Diseño: Ariola-Studios/Vormstein/Kortemeier
- Fotografía Trasera: Dieter Zill

## Lista de canciones
| #   | Título                                                  | Tiempo |
| --- | ------------------------------------------------------- | ------ |
| 1.  | "Brother Louie" (Dieter Bohlen)                         | 3:41   |
| 2.  | "Just We Two (Mona Lisa)" (Dieter Bohlen)               | 3:54   |
| 3.  | "Lady Lai" (Dieter Bohlen)                              | 4:55   |
| 4.  | "Doctor For My Heart" (Dieter Bohlen)                   | 3:16   |
| 5.  | "Save Me, Don't Break Me" (Dieter Bohlen)               | 3:45   |
| 6.  | "Atlantis Is Calling (S.O.S. for Love)" (Dieter Bohlen) | 3:48   |
| 7.  | "Keep Love Alive" (Dieter Bohlen)                       | 3:25   |
| 8.  | "Hey You" (Dieter Bohlen)                               | 3:20   |
| 9.  | "Angie's Heart" (Dieter Bohlen)                         | 3:37   |
| 10. | "Only Love Can Break My Heart" (Dieter Bohlen)          | 3:35   |

## Posicionamiento
| Listas (1986) | Máxima Posición |
| ------------- | --------------- |
| Alemania      | 1               |
| Austria       | 1               |
| México        | 1               |
| Francia       | 19              |
| Grecia        | 5               |
| Noruega       | 5               |
| Reino Unido   | 76              |
| Suecia        | 6               |
| Suiza         | 1               |
| Turquía       | 1               |